# Raion de Rezina
Le raion de Rezina est un raion de la république de Moldavie, dont le chef-lieu est Rezina. En 2014, sa population était de 42 486 habitants.

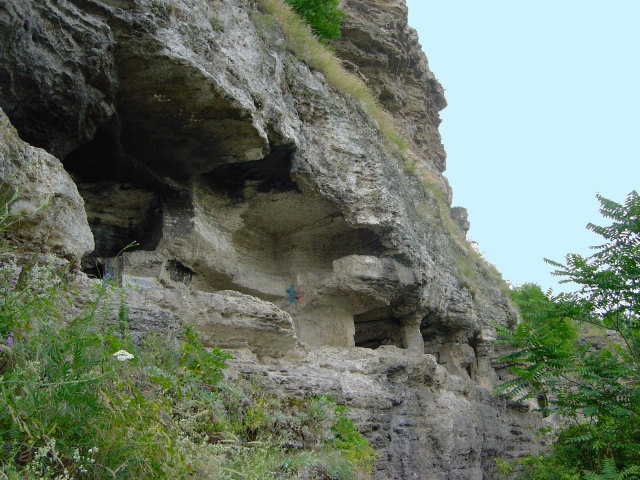
Monastère troglodytique de Tipova

## Démographie
| Groupe ethnique      | %    |
| -------------------- | ---- |
| Moldaves et Roumains | 95,6 |
| Ukrainiens           | 2,5  |
| Russes               | 1,5  |
| Autres               | 0,5  |
| Bulgares             | 0,1  |
| Gagaouzes            | 0,1  |

## Économie
8 264 entreprises sont implantées dans le raïon.

## Religions
- 98,2 % de la population du raïon est chrétienne, dont une grande partie sont orthodoxes.
- 1,8 % de la population est athée ou sans religion.